# Heine Brothers'
A Heine Brothers' é uma torrefadora de café e uma cadeia de cafeterias fundada em 1994 por Gary Heine e Mike Mays em Louisville, Kentucky. Mays é o presidente da empresa.
A empresa tem de 200 a 300 funcionários.

## História
A primeira loja da Heine Brothers foi aberta no bairro Highlands, em Louisville, em 1994.
A empresa tornou-se "100% Fair-Trade & Organic" em 2002.
Em 2011, o cofundador Mays comprou os interesses de Heine na empresa e a fundiu com a Vint, uma cadeia local de cafeterias. Atualmente, a empresa opera 16 cafeterias Heine Brothers' em Kentucky e no sul de Indiana.

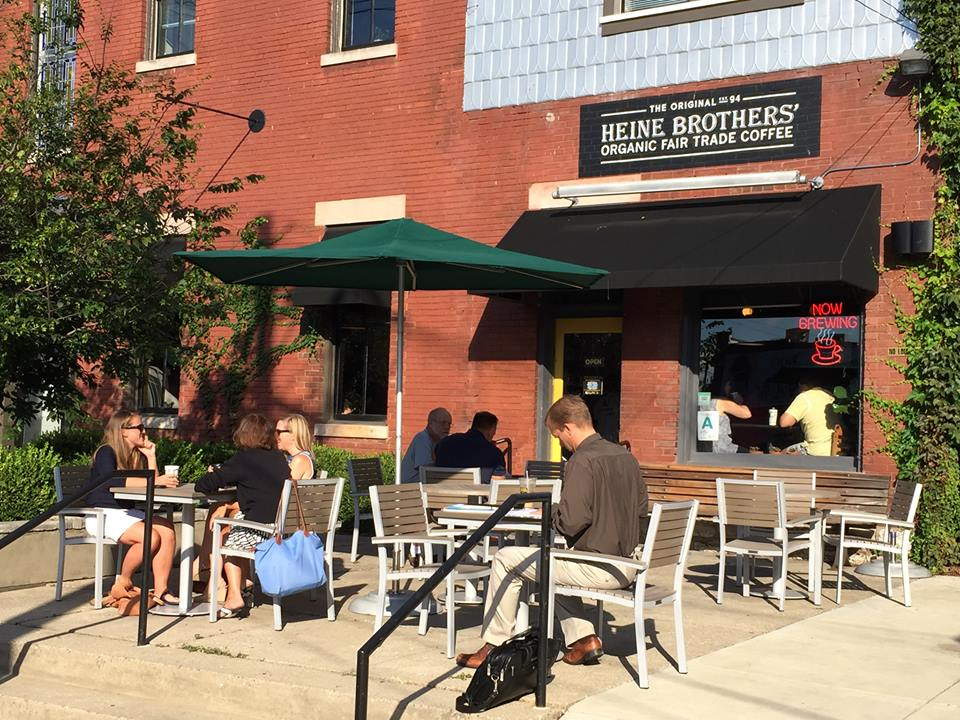
Localização da Heine Brothers' em The Highlands

Em 1999, a Heine Brothers' tornou-se membro fundador da Cooperative Coffees, Inc., uma importadora de café verde comercializado de forma justa e cultivado organicamente que opera nos Estados Unidos e no Canadá.
No início de 2015, em uma parceria com a Forecastle Foundation e o Whole Foods Market, a Heine Brothers criou o "Kentucky Dream", uma mistura de café de comércio justo que beneficia os esforços de conservação.
Em novembro de 2016, a empresa transferiu suas instalações de torrefação e sua sede para o bairro de Portland, em Louisville.
Em agosto de 2017, a Heine Brothers fez uma parceria com a WDRB, uma estação de televisão local afiliada à Fox, para distribuir óculos de eclipse para o eclipse solar de 21 de agosto de 2017. Os fundos arrecadados com a promoção, totalizando US$ 50.702, foram doados ao Louisville Science Center.
Em 2021, a empresa se expandiu com mais uma loja em Valley Station.
Em 10 de maio de 2022, vários trabalhadores da Heine Brothers anunciaram sua intenção de formar um sindicato. Em 17 de março de 2023, o sindicato dos trabalhadores ratificou seu primeiro acordo de negociação coletiva com a empresa.

## Produção
Atualmente, os produtos da empresa são fabricados na América Central (República Dominicana, México, Guatemala, Nicarágua), América do Sul (Colômbia, Peru, Bolívia), África (Etiópia), Indonésia (Sumatra, Timor-Leste).